# Jurij Hladnik (alpinist)
Jurij Hladnik, slovenski strojni inženir in alpinist, * 16. marec 1984, Kranj. 
Leta 2000 se je vpisal v alpinistično šolo, 4 leta kasneje je postal alpinist. Opravil je okoli 1000 alpinističnih tur, od tega približno 30 prvenstvenih plezalnih smeri in smučarskih spustov. Pozimi je preplezal tudi »tri zadnje probleme Alp«. 
Osnovno šolo je obiskoval v Stražišču pri Kranju in gimnazijo v Škofji Loki. Diplomiral je na Fakulteti za strojništvo Univerze v Ljubljani leta 2010 z diplomsko nalogo Napetostno-deformacijska analiza plezalnega pripomočka-metulja in se na isti fakulteti v laboratoriju LASOK zaposlil kot asistent. Doktoriral je leta 2017 z disertacijo Optimizacija tekmovalne obutve za drsalno tehniko teka na smučeh. 
Z ženo Ano živi v Žireh.

## Izbor vzponov
Alpinistični
- 2006 Nos v El Capitanu (5.10, C2, 1000 m) v 20 urah z Mitjem Šornom
- 2006 The Shield po Freeblastu (5.10, A3, C2, 1000 m) v 5 dneh z Mitjem Šornom in Davidom Sefajem
- 2007 zimska ponovitev Crozovega stebra v Grandess Jorasses (ED1, 1100 m) z Matejem Kladnikom
- 2007 zimska ponovitev Helbe s Skalaško (VII+, M4, 1000 m, 12,5 ur) z Mitjem Šornom
- 2007 zimska ponovitev Britanske smeri v Grandess Jorasses (ED1, 1100 m) z Matevžem Vukotičem
- 2011 zimska ponovitev Klasične smeri v Eigerju (V+/5+, WI5, M5, A0, 1800 m) z Mitjem Šornom
- 2011 zimska ponovitev Sanjskega ozebnika v Triglavu z Mitjem Šornom in Tadejem Zormanom
- 2011 Parižanka (VI+) v Debeli peči brez varovanja
- 2012 Centralni steber Frenejev (ED1, VI, A1, 1200 m) v Mont Blancu v 21 urah z bivaka Eccles do avta z Nejcem Marčičem in Martinom Žumrom
- 2014 Rušica, Čingulmaki (7b+, 250 m) NP

Odprave
- 2005 Kula Kangri, Himalaja[2]
- 2006 Yosemite, ZDA[3]
- 2008 Cordilera Blanca, Peru
- 2009 Patagonija, Argentina[4]
- 2010 Trango towers, Pakistan